# Rituale
Rituale (niederländisch Rituelen) ist der dritte Roman des niederländischen Schriftstellers Cees Nooteboom. Er erschien 1980 und verhalf seinem Autor zum internationalen Durchbruch als Erzähler. Die existenzialistische Erzählung berichtet von dem Versuch ihrer Hauptfiguren, ihrem als sinnlos empfundenen Leben durch strikte Einhaltung verschiedener Rituale eine Form zu geben. Letztlich führen diese Rituale jedoch den Tod herbei. Der Roman erhielt 1981 den Bordewijkprijs sowie 1982 den Mobil-Pegasuspreis, der eine englische Übersetzung finanzierte. Es folgten Übersetzungen in weitere Sprachen, so erschien 1984 im Verlag Volk und Welt sowie 1985 im Suhrkamp Verlag auch eine deutsche Fassung von Hans Herrfurth. 1989 verwendete Herbert Curiel den Roman als Vorlage für seinen Film Rituelen.

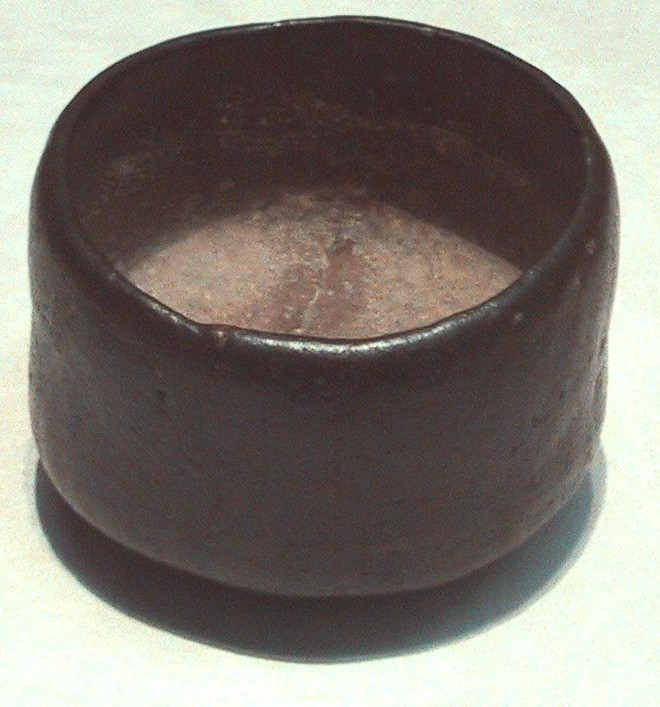
Eine Raku-Teeschale, die für Teezeremonien benutzt wurde. Schale und Zeremonie spielen in dem Roman eine zentrale Rolle.

## Entstehung
Nach seinem Debüt Philip und die anderen, das 1955 bei seinem Erscheinen in den Niederlanden sofort zu einem Erfolg geworden war, und dem zweiten Roman Der Ritter ist gestorben, der 1963 zwiespältigere Reaktionen hervorgerufen hatte, legte Nooteboom siebzehn Jahre lang keinen neuen Roman mehr vor. Dem Schriftsteller Jan Brokken gegenüber begründete Nooteboom dies so: „Ich wusste, dass ich mit Leichtigkeit noch ein Buch wie ‚Philip und die anderen‘ schreiben konnte, aber eine innere Stimme warnte mich, dass das nicht der Sinn der Sache sei und dass ich folglich auf eine andere Art mein Brot verdienen müsse.“
Während dieser Zeit reiste Nooteboom viel, neben verschiedenen europäischen Zielen auch nach Afrika, Asien, Japan und Bolivien. Seinen Lebensunterhalt verdiente er als Journalist und Reiseschriftsteller, außerdem veröffentlichte er Gedichte. Nach Ablauf dieser Zeit bereitete es ihm dagegen nach eigener Aussage kaum Mühe, Rituale niederzuschreiben: „Ich schrieb das Buch, als würde ich mich daran erinnern; ich hatte es äußerst gründlich vorbereitet, weil ich im Laufe der Jahre Hunderte von Aufzeichnungen gemacht und viel gelesen hatte.“
Das Buch erschien schließlich im 48. Lebensjahr seines Autors. Laut Rüdiger Safranski betrachtet Nooteboom es als sein Opus magnum, das ursprünglich wesentlich umfangreicher geplant war. Unter anderem erschien 1981 die Novelle Ein Lied von Schein und Sein, die ursprünglich als Teil des Romans angelegt war.

## Inhalt
Der relativ kurze Roman (etwa 200 Seiten) erzählt in der dritten Person aus Sicht des Protagonisten Inni Wintrop die Geschichten zu drei Selbstmorden: Im ersten der drei nicht chronologisch geordneten Teile wird geschildert, wie der dreißigjährige Inni 1963 einen Selbstmordversuch überlebt, nachdem seine Frau Zita ihn verlassen hat. Der zweite Teil beschreibt, wie Inni 1953 Arnold Taads kennen lernt, einen Freund seiner Tante Thérèse, der ihm für einige Jahre den früh verstorbenen Vater ersetzt. 1960 kommt Taads jedoch bei einem Unfall in den Alpen ums Leben, dessen Umstände auf einen Selbstmord hindeuten. Schließlich begegnet Inni 1973 in Amsterdam Arnolds Sohn Philip Taads, der seinen Vater nie gekannt hat. Philip spart, vom Zen-Buddhismus fasziniert, sein ganzes Leben lang für eine kostbare Raku-Teeschale. Als er sie endlich besitzt, zertrümmert er sie und ertränkt sich in einer Gracht.

### Intermezzo, 1963
Der erste, etwa 20 Seiten umfassende Abschnitt beginnt mit der Feststellung, dass Inni Wintrop, Aktien- und Gemäldehändler sowie Autor von Horoskopen, Selbstmord begangen hat. Es folgt eine Rückblende auf die achtjährige Beziehung zu seiner Frau Zita. Obwohl das Paar ein ausgeprägtes Sexualleben führt, hat Inni ständig wechselnde Affären, von denen Zita nichts wissen will. Erst als Inni darauf besteht, ein gemeinsames Kind abtreiben zu lassen, distanziert sie sich zunehmend von ihm und verlässt ihn schließlich wegen eines italienischen Fotografen. Sturzbetrunken erhängt Inni sich daraufhin im eigenen WC, erwacht jedoch am nächsten Morgen mit dem gerissenen Strick um den Hals.

### Arnold Taads, 1953

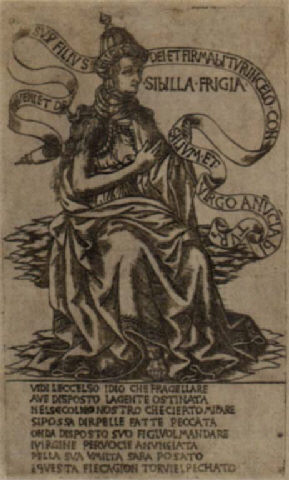
Eine Radierung von Baccio Baldini, ähnlich derjenigen, die Inni erworben hat.

Der zweite, knapp 80 Seiten lange Abschnitt berichtet aus einer 1978 angesiedelten Perspektive rückblickend auf das Jahr 1953 davon, wie Inni von seiner Tante Thérèse deren ehemaligem Liebhaber Arnold Taads vorgestellt wird. Auf der Fahrt nach Doorn, dem Wohnort Taads, erzählt Thérèse Inni von seiner Familie: Der Leser erfährt, dass Inni aus einer außerehelichen Beziehung seines Vaters hervorgegangen war, die von der Familie geächtet wurde und die er wegen einer dritten Frau beendete. Sein Vater war 1944 bei einem Bombenangriff ums Leben gekommen, zu seiner Mutter und ihrem neuen Mann hat Inni kaum Kontakt.
Taads führt ein zurückgezogenes Leben und richtet seinen Tagesablauf streng nach der Uhr. Bei einem Spaziergang setzt er Inni auseinander, warum er nicht mehr an den christlichen Gott glaubt und erläutert ihm Aspekte des atheistischen Existentialismus, insbesondere der Philosophie Sartres. Auch Inni glaubt nicht mehr an Gott, nachdem er als Ministrant miterlebt hatte, wie ein alter Pater während der Wandlung tot zusammengebrochen war, er behält diese Geschichte jedoch für sich.
Eine Woche später besuchen Inni und Arnold Taads die Villa Thérèses in Goirle. Dieses Treffen verändert das Leben Innis, der keinen Schulabschluss besitzt und sich bisher mit einer unqualifizierten Bürostelle ein mageres Auskommen verdient hatte, in dreierlei Hinsicht: Zum einen überzeugt Taads Thérèse, ihrem Neffen den Teil ihres Vermögens zur Verfügung zu stellen, den ihre Familie Innis Vater vorenthalten hatte. Zum anderen erlebt Inni an diesem Wochenende ein erotisches Abenteuer mit dem Hausmädchen Petra. Da sie verlobt ist, bleibt es Episode, für Inni jedoch markiert es den Beginn einer ständigen Suche nach sexueller Begegnung mit immer neuen Frauen, die für ihn zum Lebensinhalt wird. Schließlich entwickelt sich eine jahrelange Freundschaft zu Taads, der beim Abendessen in ein erbittertes Streitgespräch mit einem anwesenden hohen katholischen Geistlichen verwickelt ist.
Wenige Jahre später kommt Thérèses Mann bei einem Autounfall ums Leben. Kurz nachdem Arnold Taads seinen kranken Hund erschießen musste, erfriert er 1960 bei seinem jährlichen Aufenthalt in einer einsamen Alpenhütte unter genau den Umständen, die er Inni einmal beschrieben hatte. Die Tante selbst stirbt schließlich infolge exzessiven Alkoholmissbrauchs, den Inni als schleichenden Selbstmord bewertet.

### Philip Taads, 1973
Der letzte Teil des Romans beginnt damit, wie Inni zusammen mit einem Mädchen, das er zufällig auf der Straße trifft, eine Taube begräbt, die gerade gegen ein Auto geflogen war. Anschließend begleitet er die zwanzig Jahre jüngere Frau nach Hause und schläft mit ihr. Nun nimmt er seinen Termin mit Bernard Roozenboom wahr, einem befreundeten Kunsthändler, den er darum bittet, zwei kürzlich erstandene Bilder zu taxieren: Das erste ist eine Radierung von Baccio Baldini, die die Libysche Sibylle zeigt. Für das zweite, einen japanischen Stich, verweist der Händler Inni auf seinen Kollegen Riezenkamp, der Fachmann für fernöstliche Kunst ist. Dieser teilt Inni mit, dass der Stich das Porträt einer Geisha darstellt und geschaffen wurde, um für ihre Dienste zu werben.
Vor Riezenkamps Schaufenster steht ein asiatisch aussehender Mann, der fasziniert auf eine schwarze Teeschale starrt. Er betritt den Laden und hält Inni einen Vortrag über die Raku-Töpferdynastie, während der Händler einen japanischen Kunden betreut, der die Schale schließlich kauft. Innis neuer Bekannter stellt sich als Philip Taads vor, der Sohn von Arnold Taads und einer Indonesierin, die Arnold kurz nach der Geburt verlassen hatte, weil er seinen Sohn ablehnte. Auch Philip hätte die Schale kaufen wollen, besitzt jedoch nicht genug Geld dafür. Inni folgt Philip nach Hause, wo dieser in ähnlicher Abgeschiedenheit lebt wie sein Vater. Er macht Inni klar, dass es sein größter Wunsch ist, sich von der Welt und von sich selbst zu „erlösen“ und gibt ihm eine Geschichte von Kawabata Yasunari zu lesen. Es vergehen fünf Jahre, während der Inni sich mit Philip anfreundet.
1978 ersteigert Riezenkamp schließlich eine neue Raku-Schale, diesmal eine rote. Mittlerweile hat Philip genügend Geld gespart, um sie kaufen zu können. Daraufhin lädt er Inni und Riezenkamp zu einer traditionellen japanischen Teezeremonie ein. Drei Wochen später bittet Philip seine Vermieterin in einem Brief darum, Inni anzurufen. Als Riezenkamp und er die Wohnung betreten, finden sie nur unzählige Scherben der zerschmetterten Teeschale. Einige Tage darauf identifizieren sie Philips Leiche, die in einer Gracht entdeckt worden war und wohnen gemeinsam mit dem Händler Roozenboom der Kremation des Toten bei. Von nun an träumt Inni regelmäßig von den beiden Taads, ist jedoch froh, selbst noch unter den Lebenden zu sein.

## Interpretation

### Väter und Söhne
Ein wiederkehrendes Thema des Romans ist das Fehlen einer Vaterfigur: Philip Taads hat seinen Vater nie kennengelernt und lebt in dem Bewusstsein, von diesem abgelehnt worden zu sein. Dies wird wiederholt als Ursache seines Selbstmords dargestellt: „Arnold Taads hatte nie von einem Sohn gesprochen und diesen Sohn, so meinte Inni, dadurch zu einer merkwürdigen Form des Nichtbestehens verurteilt, die letztlich zur endgültigen Form des Nichtbestehens, zum Tode, führte.“ (Rituale, S. 31.)
Der Vater des Protagonisten Inni Wintrop ist früh verstorben und Inni hat kein enges Verhältnis zu seinem Stiefvater. Die Romanfigur Inni weist in dieser Hinsicht viele Züge des Autors auf, die nahelegen, dass Nooteboom hier eigene Erfahrungen verarbeitet, die er als prägend empfunden hat: Unter anderem ist Inni genauso alt wie Nooteboom, hat im gleichen Alter unter gleichen Umständen den Vater verloren, wurde ebenso unter dem Einfluss eines katholischen Stiefvaters auf Mönchsschulen geschickt, die er vorzeitig verlassen musste, so dass beide bis 1953 ihren Lebensunterhalt mit anspruchslosen Büroarbeiten verdienten. Schließlich bleiben Autor wie Romanfigur kinderlos.
In gebrochener Form taucht das Thema des fehlenden Vaters auch an weiteren Stellen auf: So scheitert Innis Ehe letztlich daran, dass er sein eigenes Kind ablehnt. Bei Lyda, einer von Innis Liebhaberinnen, hängt ein gerahmtes Bild ihres toten Vaters über dem Bett. Auch die Zurückweisung der Vormundschaft Innis durch seine Verwandtschaft und der Tod des Pater Romualdus gehören in diesen Zusammenhang; schließlich hat auch Arnold Taads mit seinem Glauben an Gott eine Vaterfigur verloren. In allen Fällen hat das Fehlen eines väterlichen Vorbilds eine weltanschauliche Orientierungslosigkeit zur Folge, die sich in der Sinnsuche der Figuren äußert. Maarten van Buuren deutet diesen Themenkreis als ödipales Verhaltensmuster, bei dem der Tod der Väter Schuldgefühle hervorrufe, die „zu Selbsthass und Selbstauslöschung führen“.

### Sinnsuche und Ritual
Alle Hauptfiguren des Romans empfinden ihr Leben als sinnlos und versuchen, ihm durch je eigene Rituale eine Form zu geben. Arnold und Philip Taads werden dabei in ihren Lebensentwürfen mit Mönchen verglichen: Arnold Taads lebt abgeschieden mit seinem Hund Athos – Athos ist auch der Name einer Mönchsrepublik in Griechenland – und teilt seine Zeit exakt nach einem festen Tagesablauf ein. Sein Sohn Philip erinnert dagegen durch seine fernöstlichen Gesichtszüge und seinen kahl geschorenen Kopf schon äußerlich an einen Zen-Mönch. Sein Zimmer, das Inni als „Kloster“ bezeichnet (Rituale, S. 143), ist völlig weiß und fast leer. Für Philip spielt die Zeit keinerlei Rolle. Er verlässt seine Wohnung nur an drei Tagen in der Woche, um mit leichter Büroarbeit das nötigste zum Leben zu verdienen und verbringt die übrige Zeit mit Meditation, um die Welt und sich selbst zu „verlieren“ (S. 151).
Im Gegensatz zu dem asketischen Leben der Taads ist Inni sinnlichen Genüssen zugeneigt, doch auch der von ihm ständig wiederholte Liebesakt erstarrt zum Ritual, nicht nur bei seinen unzähligen One-Night-Stands, sondern auch im Rahmen seiner Ehe, die ihn und seine Frau Zita zu „vollendeten Lustmaschinen“ (S. 13) werden lässt. Hierin hat auch Inni sein Ritual, das ihm „zeitweise doch noch das Gefühl ein[flößte], dass er existiere“ (S. 17) und das er dem Chaos seines Lebens entgegensetzt. Rein Zondergeld weist darauf hin, dass auch dieses Ritual nicht geeignet sei, „Leben und Zeit wirklich in den Griff zu bekommen“, aber wenigstens zum Leben zurückführe. Rüdiger Safranski geht davon aus, dass Inni nach seinem missglückten Suizid den Versuch der „Sinngebung des Sinnlosen“ aufgegeben habe und somit unbefangen und aus kritischer Distanz die Rituale seiner Mitmenschen beobachten könne.

### Christliche Symbole und Riten

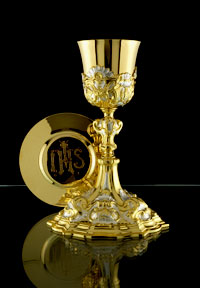
Abendmahlskelch mit Patene. Insbesondere im zweiten Teil des Romans ist die Eucharistie ein zentrales Motiv.

Der Roman ist durchzogen von Anspielungen auf christliche Symbole und Riten. Insbesondere die Eucharistie im Rahmen der katholischen Heiligen Messe ist im Laufe der Handlung eng mit wichtigen Ereignissen verknüpft. Hierauf verweist bereits das Motto des zweiten Teils, das aus den Worten des Hochgebets besteht, die an das letzte Abendmahl erinnern.
Zunächst wird die Eucharistie zum Symbol dafür, wie wechselnde sexuelle Kontakte im Leben Innis den Gottesglauben als sinnstiftendes Element ablösen: Er verliert den Glauben in dem Moment, als Pater Romualdus beim Hochheben des Messkelches tot zusammenbricht – hierbei wird die Transsubstantiation in einem sehr konkreten Sinn Wirklichkeit, da sich das Blut des Paters mit dem Wein vermischt. Darauf, dass die Frauen für Inni an die Stelle der Religion treten, verweist schon der Name der Geliebten, die am Anfang dieser Entwicklung steht. Sie heißt Petra und der Erzähler stellt fest: „Auf diesen Felsen, diesen sanften, gewölbten Felsen […] hatte er seine Kirche gebaut.“ (Rituale, S. 82) Hiermit spielt er auf Mt 16,18 an, wo Jesus zu Petrus sagt: „Du bist Petrus, und auf diesen Felsen (lt. ‚petra‘) werde ich meine Kirche bauen“. Die Beschreibung ihres Liebesspiels verwendet Formulierungen, die an das Leeren eines Kelches erinnern: Inni „hatte das Gefühl, es würde aus ihm getrunken“ (S. 84) und dass er „leerströmte“ (S. 102). Als beide am nächsten Morgen die Messe besuchen, zeigt Petra ihm heimlich die Hostie auf ihrer Zunge in gleicher Weise, wie sie ihm zuvor sein Sperma gezeigt hatte und Inni ist der festen Überzeugung, dass sich die eigene Hostie in seinen Eingeweiden „in Samen verwandeln würde. In nichts anderes.“ (S. 105)
Im dritten Teil schließlich werden Philip Taads zahlreiche christusähnliche Eigenschaften zugeschrieben: Seiner Bekanntschaft geht eine „Vorankündigung“ (S. 111) durch drei Tauben voraus und auch die Sibylle der Radierung lässt sich als Prophetin des Kommenden deuten. Philip empfindet seinen bevorstehenden Tod als von seinem Vater gewollt, so wie Christus ihn als Gottes Willen begreift und die buddhistischen Lehren, von denen Philip erzählt, deutet Inni sogleich in Begriffen der katholischen Theologie um. Als Riezenkamp Philip die Schale verkauft, fühlt er sich „wie Judas“ (S. 177) und die Teezeremonie, die Philip kurz vor seinem Tod veranstaltet, wird ausdrücklich mit dem letzten Abendmahl verglichen (S. 183).
Diese Parallelen bringen die Stellvertreterstellung Philips zum Ausdruck, ähnlich wie Christus in der Theologie für die Sünden der Menschheit gestorben ist. Denn auch in Inni gibt es selbstzerstörerische Tendenzen: Er „sah das Leben wie einen Klub, der sich ein bißchen merkwürdig ausnahm, dem man nur zufällig beigetreten war und aus dessen Mitgliedsliste man sich ohne Angabe von Gründen streichen lassen konnte.“ (S. 11) Durch seine Begegnung mit Philip gelingt es ihm jedoch, diese Gedanken nach außen zu bringen und sich konstruktiv mit ihnen auseinanderzusetzen, so dass er am Ende des Romans glücklich darüber ist noch am Leben zu sein. Es gibt Hinweise darauf, dass die Geschichte seiner Romanfiguren für den Autoren Nooteboom eine ähnliche Rolle gespielt haben könnte. In einem Interview äußerte er im Hinblick auf den Roman: „Statt Selbstmord zu begehen, ließ ich es einen anderen auf dem Papier tun. Das war eine viel bessere Lösung.“

### Das Ende der Welt
Ein weiteres durchgängiges Motiv des Romans ist die Ankündigung des Weltuntergangs. Es lässt sich mit der Bezugnahme auf die Geschichte Jesu Christi in Zusammenhang bringen, denn nach jüdischer Vorstellung markiert die Ankunft des Messias den Beginn der Endzeit. Schon am Anfang des Romans heißt es ausdrücklich: „Aber kaum jemand schien zu wissen, daß die Natur, die Mutter aller Dinge, schon bald nicht mehr mitmachen würde und das Ende der verfaulten Zeiten sehr nahe war, und diesmal endgültig.“ (Rituale, S. 14) Zahlreiche Anspielungen bekräftigen diese Prophezeiung, darunter Innis Visionen, ein Fluch, den eine Hexe 1480 über Amsterdam ausgesprochen hatte und die Sibylle, die nicht nur im griechischen Altertum als Prophetin galt, sondern nach mittelalterlichem Glauben auch den Tag des jüngsten Gerichts ankündigte (vergleiche den Text des Dies irae, „…teste David cum Sibylla.“).
Verbunden sind die Bilder des Weltendes mit griechischen und christlichen Vorstellungen von Unterwelt beziehungsweise Hölle: Doorn, der Wohnort Arnold Taads, wird als Eingang zur Unterwelt umschrieben (S. 38) und Taads Hund, der offenbar „mit unterirdischen Labyrinthen […] in Verbindung stand“ (S. 69), lässt sich in diesem Zusammenhang als Stellvertreter des griechischen Höllenhunds Kerberos deuten. Rudi van der Paardt geht in dieser Hinsicht detailliert auf bemerkenswerte Parallelen zur Aeneis ein. Das mittlere Zimmer in der Kunsthandlung Roozenbooms wird dagegen mit dem katholischen Fegefeuer verglichen und um in Roozenbooms Büro zu gelangen, muss man eine Treppe hinabsteigen, doch in einer Anspielung auf Orpheus („Ich wohne in der Unterwelt, aber ich suche niemanden.“, S. 121) gibt es auch hier einen Bezug zur griechischen Mythologie.

### Literarische Bezüge
Wie für Nooteboom typisch, zeichnet sich auch Rituale durch ein dichtes Netz von literarischen Bezügen und Anspielungen aus. Dem Roman und jedem seiner Teile sind Mottos von Stendhal, Theodor Fontane, Kakuzō Okakura, Émil Cioran sowie aus dem Kanon der Heiligen Messe vorangestellt und an seinem Ende steht ein Zitat, das wiederum dem Buch vom Tee von Okakura entnommen ist. Darüber hinaus finden im Verlauf der Erzählung zahlreiche Werke und Autoren Erwähnung, unter denen Sartre und Kawabata Yasunari zu den wichtigeren zählen, da sie die Figuren Arnold und Philip Taads maßgeblich beeinflussen. Schließlich verarbeitet die Erzählung selbst Motive, die unter anderem aus der Bibel, der Matthäuspassion von Bach und der griechischen Mythologie stammen.

## Stellung im Gesamtwerk Nootebooms
Nootebooms Debütroman Philip und die anderen war 1954 aus den Erlebnissen einer Europa-Reise heraus entstanden, die der damals zwanzigjährige Autor zum großen Teil per Anhalter zurückgelegt hatte. Seine Leser schätzten an ihm das Romantische, Träumerische, das sich vom nüchternen, realistischen Stil der niederländischen Literatur seiner Zeit abhob. Der kommerzielle Erfolg und die literarische Anerkennung, die Nooteboom zunächst freudig überrascht hatten, empfand der Autor jedoch bald auch als Bürde. Er schrieb erst 1963 einen zweiten Roman, Der Ritter ist gestorben, und bezeichnete ihn als „Abschied von der Literatur“: „Ich dachte, jetzt ist alles gesagt, es geht nichts mehr.“
In den 17 Jahren, die bis zum Erscheinen von Rituale vergingen, wandelte sich Nootebooms Haltung zum Leben und zum Schreiben: Das Sehnsuchtsvolle und Wehmütige, das in Philip und die anderen noch vorherrschte, ist in den Werken ab Rituale stark zurückgenommen und weicht einem distanzierteren, philosophisch reflektierten und ironischen Stil. Während sein Debütroman sich noch offen zum Zauber der Poesie bekennt und die Grenzen zwischen Vorstellung und Wirklichkeit verwischt, spielt der Autor später bewusst mit dem Verhältnis von Dichtung und Realität – insbesondere macht er es zum Thema der Novelle Ein Lied von Schein und Sein, die zeitweilig ein Teil von Rituale werden sollte.
Dennoch sieht Rüdiger Safranski auch eine Kontinuität in Nootebooms Werk: Er vergleicht den Begriff des poetischen „Fests“, der in Philip und die anderen eine zentrale Rolle spielt, mit dem später gebrauchten Begriff des „Rituals“: In beiden Fällen gehe es darum, „aus dem Leben Inseln der Bedeutsamkeit … heraus[zu]heben und [zu] befestigen“. Der Unterschied bestehe darin, dass man als Leser des ersten Romans in die Feste mit hineingezogen werde, während man sie in Rituale distanziert von außen betrachte.

## Wirkung
Der mit Intermezzo überschriebene erste Teil des Romans erschien bereits 1977 in der Zeitschrift Zero, der zweite Teil Arnold Taads wurde 1980 im Blatt Avenu abgedruckt. Hierdurch positionierte Nooteboom sich außerhalb des niederländischen Literaturbetriebs, denn keins der beiden Magazine ist ein klassisches Literaturorgan. Im gleichen Jahr erschien das Buch in seiner endgültigen Form. Rituale erhielt kurz nach seinem Erscheinen zwei Literaturpreise, die ihm eine weltweite Verbreitung ermöglichten: Auf den Bordewijk-Preis 1981 folgte ein Jahr später der Pegasus-Preis, der eine englische Übersetzung finanzierte. Diese wurde von Adrienne Dixon besorgt und 1983 von der Louisiana University Press veröffentlicht. Obwohl das Buch in den USA kein großer finanzieller Erfolg wurde, waren die Kritiken positiv und machten die Rezensenten auf Nooteboom aufmerksam: Auch die nächsten Bücher des Autors erschienen in Amerika und wurden in allen großen Zeitungen besprochen.
Die deutschsprachige Fassung stammt von Hans Herrfurth und erschien zuerst 1984 im Verlag Volk und Welt. Der Suhrkamp Verlag übernahm die Rechte daran und veröffentlichte den Roman 1985 auch in Westdeutschland. Auch hier blieb der kommerzielle Erfolg trotz guter Kritiken zunächst aus, doch Suhrkamp veröffentlichte unbeirrt auch die folgenden Bücher Nootebooms. Ins Blickfeld einer breiteren Öffentlichkeit gelangte der Autor schließlich 1991 mit der Novelle Die folgende Geschichte, die sich nach einer begeisterten Besprechung Marcel Reich-Ranickis im Rahmen des „Literarischen Quartetts“ über Monate in den Bestseller-Listen hielt. Im Zuge dieser Entdeckung des Autors durch das deutsche Publikum wurde nun auch Rituale populär und zählte zwei Jahre in Folge zu den Spiegel-Jahresbestsellern.
Herbert Curiel drehte 1989 nach Vorlage des Romans den Film Rituelen mit Derek de Lint in der Hauptrolle. Die niederländische Produktion war im gleichen Jahr auf dem Toronto International Film Festival vertreten, erlangte darüber hinaus jedoch keine internationale Bedeutung. Eine Lesung von Ausschnitten des Romans fand außerdem Eingang in den Film Hotel Nooteboom – Eine Bilderreise ins Land der Worte, mit dem Heinz Peter Schwerfel Nooteboom 2003 anlässlich seines 70. Geburtstags porträtierte.

### Ausgaben
- Cees Nooteboom: Rituale. Aus dem Niederländischen von Hans Herrfurth. Suhrkamp (= suhrkamp taschenbücher. Band 2446), 6. Auflage 2004, ISBN 3-518-38946-7
- Die Seitenangaben bei Zitaten aus dem Text beziehen sich auf die Btb-Taschenbuchausgabe von 2001, ISBN 3-442-72767-7

### Sekundärliteratur
- Alexander von Bormann: Cees Nooteboom. In: Heinz L. Arnold (Hrsg.): Kritisches Lexikon zur fremdsprachigen Gegenwartsliteratur – KLfG. Loseblattausgabe, 41. Nachlieferung. Edition text + kritik.
- Maarten van Buuren: „Und weinte bitterlich“. Der abwesende Vater in Cees Nootebooms ‚Rituale‘. In: Cees Nooteboom, der Augenmensch., Daan Cartens (Hrsg.), Seiten 82–96, Suhrkamp, 1995, ISBN 3-518-38860-6
- Rudi van der Paardt: Keinen Vater auf dem Rücken. Vergilische Motivik in dem Roman ‚Rituale‘. In: Cees Nooteboom, der Augenmensch., Daan Cartens (Hrsg.), Seiten 97–110, Suhrkamp, 1995, ISBN 3-518-38860-6
- Rein A. Zondergeld: Rituelen. In: Kindlers Neues Literaturlexikon, Walter Jens (Hrsg.), Kindler Verlag, 1991